# Avalancha Producciones
Avalancha Producciones ist ein Musiklabel aus Buenos Aires, das sich auf Hardcore Punk und dessen Subgenres spezialisiert hat. Avalancha ist auch eine Konzertagentur, welche Konzerte und Tourneen vieler Bands, die beim Label unterschrieben haben, organisiert. Das Label arbeitet unter anderem mit Firme y Alerta Discos zusammen.

## Bands
- 23otoños
- All for Love
- Amenaza
- ArmÓniA
- Cactus Love
- Cigarro Mojado
- Coralies
- Dare to Fall
- Desierto Gris
- Desierto
- Digitalife
- Dislocate
- Enjoy This Ride
- Karmacode
- La Venganza
- Legacy of Suffering
- Lost Hope
- Madilon
- Mi Ultima Solucion
- M.O.S.H.
- Nada Mas Que Hoy (Uruguay)
- Nadie A Quien Culpar
- Nameless
- No Guerra
- One Day
- Polybius
- Prayer (Brasilien)
- Shock
- Son Cenizas
- Susana Gutiérrez
- The Last Breath
- The Last Hope
- Valor Interior
- Vos Me Fallaste